# Långforsen, Västmanland
Långforsen är en sjö i Sala kommun i Västmanland och ingår i Norrströms huvudavrinningsområde. Sjön är 3,5 meter djup, har en yta på 1,46 kvadratkilometer och befinner sig 65,1 meter över havet. Vid provfiske har bland annat abborre, braxen, gers och löja fångats i sjön.

## Delavrinningsområde
Långforsen ingår i det delavrinningsområde (664862-154181) som SMHI kallar för Utloppet av Långforsen. Medelhöjden är 76 meter över havet och ytan är 20,47 kvadratkilometer. Räknas de 7 avrinningsområdena uppströms in blir den ackumulerade arean 84,64 kvadratkilometer. Skvalån som avvattnar avrinningsområdet har biflödesordning 3, vilket innebär att vattnet flödar genom totalt 3 vattendrag innan det når havet efter 141 kilometer. Avrinningsområdet består mestadels av skog (65 procent). Avrinningsområdet har 2,12 kvadratkilometer vattenytor vilket ger det en sjöprocent på 10,4 procent. Bebyggelsen i området täcker en yta av 2,6 kvadratkilometer eller 13 procent av avrinningsområdet.

## Fisk
Vid provfiske har följande fisk fångats i sjön:
- Abborre
- Braxen
- Gärs
- Löja
- Mört
- Sarv